# 86-й меридіан східної довготи
86-й меридіан східної довготи — лінія довготи, що лежить на 86 градуси східніше Гринвіцького меридіана. Вона проходить від Північного полюса через Північний Льодовитий океан, Азію, Індійський океан, Південний океан та Антарктиду до Південного полюса.
86-й меридіан східної довготи формує велике коло разом із 94-тим меридіаном західної довготи.

## Список географічних об'єктів, що перетинає 86° сх. д.
Починаючи на Північному полюсі та рухаючись до Південного полюса, 86-й меридіан східної довготи проходить через:
| Координати                                                 | Країна, територія або море | Примітки                                                                            |
| ---------------------------------------------------------- | -------------------------- | ----------------------------------------------------------------------------------- |
| 90°0′ пн. ш. 86°0′ сх. д. / 90.000° пн. ш. 86.000° сх. д.  | Північний Льодовитий океан |                                                                                     |
| 81°8′ пн. ш. 86°0′ сх. д. / 81.133° пн. ш. 86.000° сх. д.  | Карське море               |                                                                                     |
| 74°50′ пн. ш. 86°0′ сх. д. / 74.833° пн. ш. 86.000° сх. д. | Росія                      |                                                                                     |
| 74°17′ пн. ш. 86°0′ сх. д. / 74.283° пн. ш. 86.000° сх. д. | Пясинська затока[ru]       |                                                                                     |
| 73°50′ пн. ш. 86°0′ сх. д. / 73.833° пн. ш. 86.000° сх. д. | Росія                      | Проходить західніше Кемерово                                                        |
| 49°30′ пн. ш. 86°0′ сх. д. / 49.500° пн. ш. 86.000° сх. д. | Казахстан                  |                                                                                     |
| 48°27′ пн. ш. 86°0′ сх. д. / 48.450° пн. ш. 86.000° сх. д. | КНР                        | Сіньцзян Тибет                                                                      |
| 27°55′ пн. ш. 86°0′ сх. д. / 27.917° пн. ш. 86.000° сх. д. | Непал                      |                                                                                     |
| 26°39′ пн. ш. 86°0′ сх. д. / 26.650° пн. ш. 86.000° сх. д. | Індія                      | Біхар Джхаркханд Західний Бенгал Джхаркханд Одіша Джхаркханд Одіша Джхаркханд Одіша |
| 19°50′ пн. ш. 86°0′ сх. д. / 19.833° пн. ш. 86.000° сх. д. | Індійський океан           |                                                                                     |
| 60°0′ пд. ш. 86°0′ сх. д. / 60.000° пд. ш. 86.000° сх. д.  | Південний океан            |                                                                                     |
| 66°14′ пд. ш. 86°0′ сх. д. / 66.233° пд. ш. 86.000° сх. д. | Антарктида                 | Проходить через Австралійську антарктичну територію (претендує Австралія)           |